# Hockey su ghiaccio ai IX Giochi asiatici invernali
Le competizioni di hockey su ghiaccio ai IX Giochi asiatici invernali si sono svolte dal 3 al 14 febbraio 2025 alla Harbin Ice Hockey Arena e al Harbin Sport University di Harbin, in Cina.

## Nazioni partecipanti
Hanno partecipato ai Giochi invernali 456 atleti provenienti da 14 nazioni astiache
- Bahrein (18)
- Cina (46)
- Taipei cinese (40)
- Hong Kong (46)
- India (23)
- Giappone (46)
- Kazakistan (44)

- Corea del Sud (46)
- Kuwait (22)
- Kirghizistan (19)
- Macao (21)
- Singapore (18)
- Thailandia (44)
- Turkmenistan (22)

## Programma
| GS | Gironi | PO | Playoffs | QF | Quarti di finale | SF | Semifinale | B | Partita per il bronzo | G | Finale | FR | Final round | LR | Last round |

| Eventi↓/Data → | 3  | 4  | 5  | 6  | 7  | 8  | 9  | 10 | 10 | 11 | 12 | 13 | 14 | 14 |
| -------------- | -- | -- | -- | -- | -- | -- | -- | -- | -- | -- | -- | -- | -- | -- |
| Uomini         | GS | GS | GS |    | GS | GS | GS | GS | PO | QF |    | SF | B  | G  |
| Donne          | GS | GS |    | GS |    | GS | GS |    |    |    | FR | FR | LR | LR |

## Podi
| Evento                    | Oro        | Argento    | Bronzo        |
| Torneo maschile (dettai)  | Kazakistan | Giappone   | Corea del Sud |
| Torneo femminile (dettai) | Giappone   | Kazakistan | Cina          |